# الانقراض (فلم 2015)
الانقراض (Extinction) (المعروف سابقًا باسم مرحبًا بكم في هارموني Welcome to harmony) هو فيلم رعب ما بعد نهاية العالم صدر عام 2015 من إخراج ميغيل أنخيل فيفاس الذي شارك أيضًا في كتابة السيناريو مع ألبرتو ماريني من رواية Y pese a todo لخوان دي ديوس جاردونيو.الفيلم من بطولة ماثيو فوكس وجيفري دونوفان وكوين ماكولجان.في مستقبل ما بعد نهاية العالم، يواجه ثلاثة ناجين قضايا من ماضيهم، بالإضافة إلى جنس من الزومبي المجانين. تم إصدار الفيلم في 31 يوليو 2015 في الولايات المتحدة. إنه إنتاج مشترك بين إسبانيا والمجر وفرنسا.

## القصة
بعد أن يحول فيروس الناس إلى زومبي، تسعى مجموعة صغيرة من الناجين إلى اللجوء في بلدة مغطاة بالثلوج، معتقدين أن الفيروس وجميع مخلوقاته الوحشية قد ماتوا. لكنهم يكتشفون فقط أن المصابين قد تكيفوا مع تغير البيئة، إلى الأسوأ.
يحاول بعض الناجين المتبقين في حافلتين الوصول إلى منطقة آمنة. تتعرض الحافلة الأولى لهجوم من قبل المصابين. يحاول الأشخاص في الحافلة الثانية، بما في ذلك الشخصيات الرئيسية (جاك وباتريك وإيما والطفلة لو) الهروب. أثناء الاختباء، تتعرض إيما لهجوم من قبل مصاب وعضها.
بعد 9 سنوات، يعيش جاك وباتريك منفصلين في منازل مجاورة، مقسمة بسياج. ماتت إيما وتعيش لو، التي تبلغ من العمر الآن 9 سنوات، مع جاك، الذي تسميه والدها. لا يتحدث باتريك وجاك مع بعضهما البعض، ويُحظر على لو مغادرة المبنى. ومع ذلك، ترتبط بكلب باتريك بين السياج.
بعد بضعة أيام، صادف باتريك وكلبه ثعلبًا نصف مأكول. يتبع الأثر ويرى مصابًا. يحاول الهروب لكنه يصطدم بشجرة ساقطة. ينظر المصاب إليه من أعلى لكنه لا يراه. وبدلاً من ذلك، تبدأ أذنيه في التحرك وينجذب إلى طلقات نارية قادمة من منزل جاك. يتجه باتريك إلى المنزل، ويطلق النار لتحذير جاك. ومع ذلك، يجذب المصاب ويهاجمه. يتم عضه في الرقبة لكن كلبه ينقذه عندما يتردد جاك في إطلاق النار.
تشعر لو بالانزعاج لأن جاك لم يفعل أي شيء للمساعدة. في تلك الليلة، تتسلل لو خارج المنزل لوضع الزهور على قبر الكلب. تتعرض للهجوم من قبل المصابين لكن جاك يصل إليها في الوقت المناسب. يصاب بجروح خطيرة من قبل الزومبي. ينقذ باتريك جاك ولو، ويقيد المصابين. يتعلمون أنه على الرغم من إصابتهم تقنيًا، إلا أنهم محصنون ضد المرض لأن أياً منهم لم يتحول. يتعلمون أيضًا أن المصابين قد تطوروا: لا يمكنهم الرؤية لكن لديهم سمع محسن.
في اليوم التالي، تريد لو دعوة باتريك لتناول العشاء ويوافق جاك. يتحدث باتريك على الراديو ويرد شخص ما، مما دفع باتريك إلى الرغبة في المغادرة. يتبين أن باتريك هو والدها البيولوجي. لقد أخذها جاك بعيدًا لأن باتريك أصبح مدمنًا للكحول وعندما تعرضت إيما للهجوم وقتلت، لم ينقذها باتريك. يسأل جاك عما إذا كان بإمكانهم الانضمام إليه ويوافق. يذهبون إلى المستودع لالتقاط الإمدادات وترى لو امرأة في المسافة. يأخذها الرجال إلى المنزل، ويدركون أنها حامل. تخبرهم أن مجموعتها سمعت باتريك على الراديو وكانوا في طريقهم. ومع ذلك، تعرض قافلتهم للهجوم. في هذه اللحظة، تسمع عواء مصاب تم القبض عليهم. تطلق النار عليه بمسدس باتريك وتخبرهم أن العواء هو الطريقة التي ينادون بها بعضهم البعض.
يبدأون في إغلاق المنزل عندما يسمعون عواءً في المسافة. يأتي العديد من المصابين إلى المنزل ويبدأون في الهجوم. يتبع ذلك قتال؛ تلعب المرأة الموسيقى بصوت عالٍ، مما يتسبب في توقف المصابين عن الهجوم وتغطية آذانهم. لكن المولد يبدأ في نفاد الغاز، مما يتسبب في انخفاض الموسيقى. يتخذ باتريك قرارًا بالتضحية بنفسه عن طريق إغراء المصابين بعيدًا عن المنزل. يشعل شعلة، ويصرخ على المصابين ويتبعونهم. يبتعد جاك ولو والمرأة بالسيارة بينما يفجر باتريك نفسه والمصابين. يغادر جاك ولو والمرأة المدينة ويشاهدون شروق الشمس.